# Josy Kirchens
Josy Kirchens, właśc. Joseph Kirchens (ur. 22 lutego 1943 w Echternach) – luksemburski piłkarz i menedżer grający na pozycji napastnika. Całą swoją klubową karierę grał dla Aris Bonnevoie i 16 razy występował w reprezentacji Luksemburga. Zarządzał Avenir Beggen w sezonie 1976-1977 i reprezentacją Luksemburga w piłce nożnej przez cztery mecze w 1985.

## Strzelone bramki
| Nr. | Data                 | Miejsce                     | Przeciwnik | Wynik | Turniej                              |
| --- | -------------------- | --------------------------- | ---------- | ----- | ------------------------------------ |
| 1   | 12 października 1969 | Stadion Miejski, Luksemburg | Polska     | 1-5   | Eliminacje do Mistrzostw Świata 1970 |

## Nagrody
- Nationaldivisioun

1963-1964, 1965-1966, 1971-1972
- Puchar Luksemburga w piłce nożnej

1966-1967